# Mitsubishi Diamante
Mitsubishi Diamante — полноразмерный автомобиль японского концерна Mitsubishi, выпускаемый для рынков разных стран, в том числе и для внутреннего. Первое поколение попало на конвейер в 1989 году, Diamante производился с кузовами типов седан и универсал, при этом уже с момента выхода в свет автомобиль позиционировался как относящийся к бизнес-классу.

## Второе поколение
Выпуск второго поколения Mitsubishi Diamante стартовал в Японии в январе 1995 года. Гамма силовых агрегатов включала в себя несколько V-образных 6-цилиндровых бензиновых двигателей: 6G73 DOHC 24V (200 л.с) с системой MVV, DOHC 24V (200 л. с.), а также 3-х литровый 6g72 DOHC 24V. (230 л. с.) Предлагалась так же «заряженная» версия 3х литрового мотора: 6G72 DOHC Mivec. (270 л. с.).
Коробка передач была только автоматическая, а привод как и раньше мог быть передним либо постоянным полным. Все коробки имели полуавтоматический режим, и электронную систему управления INVECS-II. Только комплектация 2.5E имела обычную АКПП с зимним режимом.
В Австралии модель производилась под названием Mitsubishi Verada с 1 июля 1996 года.
На втором поколении Diamante были внедрены в производство такие технические новшества, как:
- Более проработанная противобуксовочная система;
- Проекционный дисплей;
- Система спутниковой навигации с дисплеем в центральной части облицовки передней панели[источник не указан 1662 дня].

### Последний рестайлинг
Очередное обновление Mitsubishi Diamante произошло в 2002 году.
Конструктивно кузов Diamante представлял собой основу предыдущего поколения с новым оперением, единственным доступным на японском рынке стал V-образный 6-цилиндровый двигатель объёмом 2,5 литра и мощностью 170 л. с., коробка передач представляла собой 4-ступенчатую АКПП. Характерная особенность двигателя Mitsubishi Diamante 2002 модельного года — наличие системы непосредственного впрыска топлива GDI. Обновлённый Diamante впервые был показан на Нью-Йоркском международном автосалоне в 2003 году.
На внутреннем японском рынке присутствовала и «заряженная» версия Mitsubishi Diamante, которая отличалась аудиосистемой суммарной мощностью 270 ватт, спортивной подвеской, эксклюзивными колёсными дисками и оригинальной выхлопной системой.
Выпуск Mitsubishi Diamante был завершён в ноябре 2005 года.